# Nikki Iles
Nikki Anne Iles (Dunstable (Bedfordshire), 16 mei 1963) is een Amerikaanse jazzmuzikante (piano, accordeon), componist en arrangeur.

## Biografie
De vader van Nikki Iles was drummer, haar moeder pianiste. Ze leerde eerst mondharmonica en klarinet. Op haar elfde won ze een jeugdcompetitie aan de Royal Academy of Music. Daar studeerde ze van 1974 tot 1981 klarinet en piano. Gedurende deze tijd werd ze lid van het Bedfordshire Youth Jazz Orchestra. Na in aanraking te zijn gekomen met jazz, studeerde ze van 1981 tot 1984 altsaxofoon en piano aan het Leeds College of Music.
Eerst begeleidde ze Bobby Wellins. Met haar toenmalige echtgenoot, trompettist Richard Iles formeerde ze de formatie Emanon, waartoe ook Mike Walker (gitaar) en Iain Dixon (saxofoon) behoorden. De andere leden kwamen allemaal van het Creative Jazz Orchestra of hadden gewerkt met Vince Mendoza, Michael Gibbs en Kenny Wheeler. Iles speelde ook met verschillende Londense bands, zoals de Steve Argüelles Band, Mick Hutton's Straight Face, het Stan Sulzmann Quartet met Tina May en Karen Sharp. Met Norma Winstone, Mike Walker, Mark Lockheart, Steve Watts en James Maddren vormde ze het sextet The Printmakers (Westerly, 2015). Iles heeft meegewerkt aan opnamen met Tina May, Sylvan Richardson, het Mike Gibbs Orchestra (Ah Hum, 1994), Stan Sulzmann, Anthony Braxton, Martin Speake, Geoff Simkins, Ingrid Laubrock, Karen Sharp, Georgia Mancio en Scott Hamilton. Optredens met haar op het Pizza Express Steinway 2-Piano Festival 2011 (met Kate Williams) werden uitgezonden op de radio. Iles geeft les aan de Middlesex University. Eerder was ze aan de Universiteit van York, Leeds College of Music, Guildhall School of Music and Drama en werkte ze in Bulgarije, Nederland, Frankrijk en Finland.

## Prijzen en onderscheidingen
In 1996 ontving Iles de John Dankworth Special Award op het BT Jazz Festival. Bij de British Jazz Awards in 2017 won ze als beste pianist. In 2019 ontving ze de Ivors Academy Award. In 2020 won ze de Parliamentary Jazz Awards met haar 20-koppige Jazz Orchestra in de categorie «Jazz Ensemble of the Year».

## Discografie

### Als leader/co-leader
- 1997:	The Tan Tien (FMR) met Martin Speake
- 1997:	Change of Sky (33Jazz) duo, co-lead met Tina May (zang)
- 1998:	Snap (RFM) als Foolish Hearts (Iles, Steve Berry, Paul Clarvis en Anthony Kerr)
- 2002:	Veils (Symbol) kwintet, met Stan Sulzmann (sopraan/tenorsax), Mike Outram (gitaar), Mike Hutton (bas), Anthony Michelli (drums)
- 2002:	Everything I Love (Basho) trio met Duncan Hopkins (bas), Anthony Michelli (drums)
- 2010:	Hush (Basho) trio met Rufus Reid (bas), Jeff Williams (drums)
- 2015:	Westerly (Basho) als The Printmakers met Mike Walker (elektrische gitaar), Mark Lockheart (saxofoon), Steve Watts (bas), James Maddren (drums), Norma Winstone (zang)

### Als sidewoman
Met Anthony Braxton
- 1994: Composition No. 175 / Composition No. 126: Trillium Dialogues M (Leo)

Met Mike Gibbs
- 1993: By the Way (Ah Um)

Met Ingrid Laubrock
- 1998: Some Times (Candid)

Met Tina May
- 1999: One Fine Day (33Jazz)
- 2002: I'll Take Romance (Linn)
- 2004: More Than You Know (33Jazz)
- 2005-2006: A Wing and a Prayer (33Jazz)

Met Sylvan Richardson
- 1992: Pyrotechnics (Blue Note)

Met Geoff Simkins
- 1999: Don't Ask (Symbol)

Met Martin Speake
- 2000: Secret (Basho)

Met Stan Sulzmann
- 1995: Treasure Trove (ASC)

Met Dick Walter/Jazz Craft Ensemble
- 1999: Secret Moves (ASC)

- Gemeinsame Normdatei: 1147160317
- International Standard Name Identifier: 0000 0001 1499 3849
- Library of Congress Control Number: no2010007400
- MusicBrainz: 1324848a-a986-4d4f-b6a8-47450da1d750
- Nederlandse Thesaurus van Auteursnamen: 299182169
- Virtual International Authority File: 161992544
- WorldCat: E39PBJfcRYKhxg4C68C7YkF3Qq